# République socialiste soviétique de Géorgie
1921–1991
Entités précédentes :
- RD de Géorgie (1921)
- RSS abkhaze (1931)
- RSFS de Transcaucasie (1936)

Entités suivantes :
- République de Géorgie (1991)

La république socialiste soviétique de Géorgie (en géorgien : საქართველოს საბჭოთა სოციალისტური რესპუბლიკა, Sak'art'velos Sabchot'a Soc'ialistura Respublika ; en russe : Грузинская Советская Социалистическая Республика, Grouzinskaïa Sovietskaïa Sotsialistitcheskaïa Respoublika ; littéralement « république socialiste des conseils de Géorgie / géorgienne ») est l'une des 15 républiques membres de l'Union soviétique jusqu'à la dissolution de celle-ci en 1991.

## Histoire

### Création

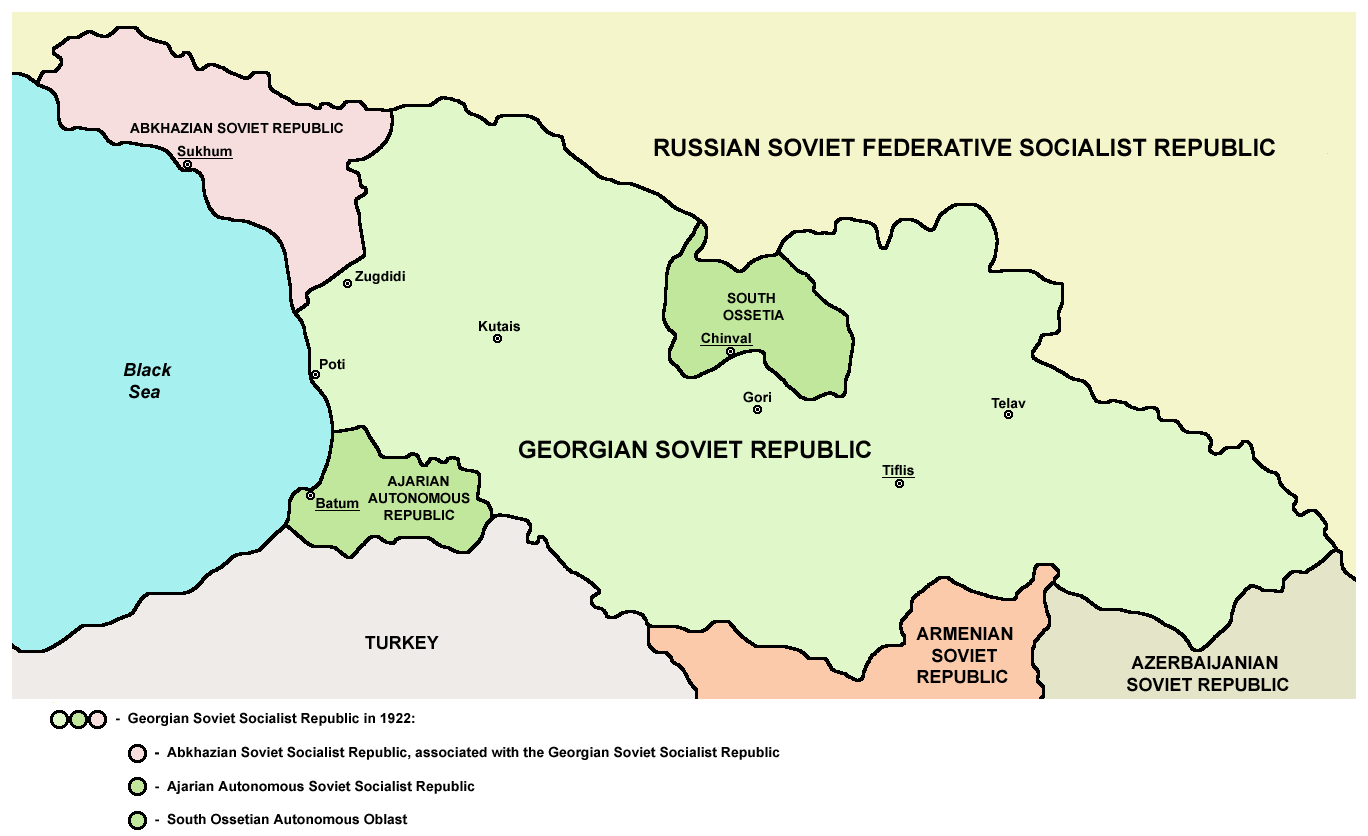
Carte administrative de la Géorgie en 1922.

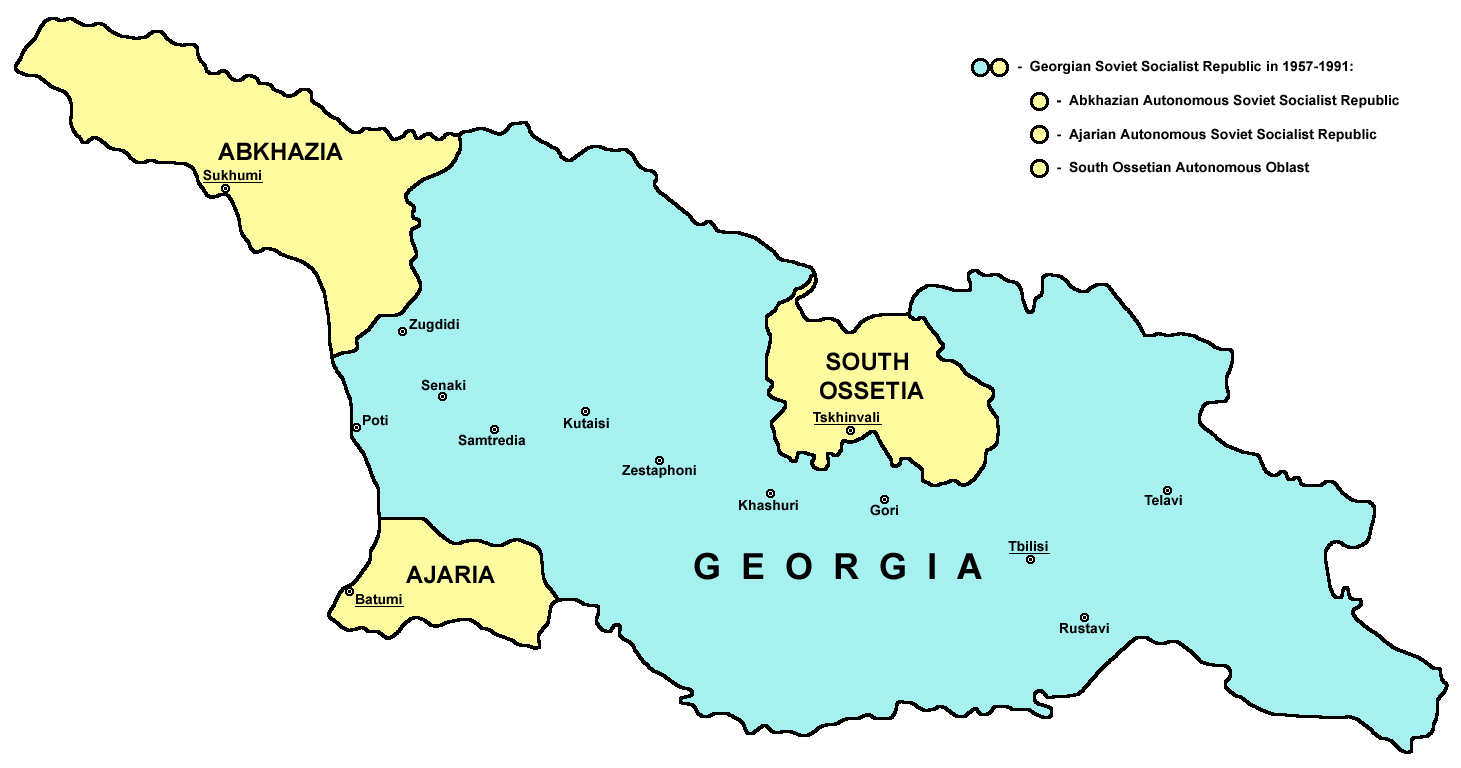
Carte administrative de la Géorgie en 1957 à 1991.

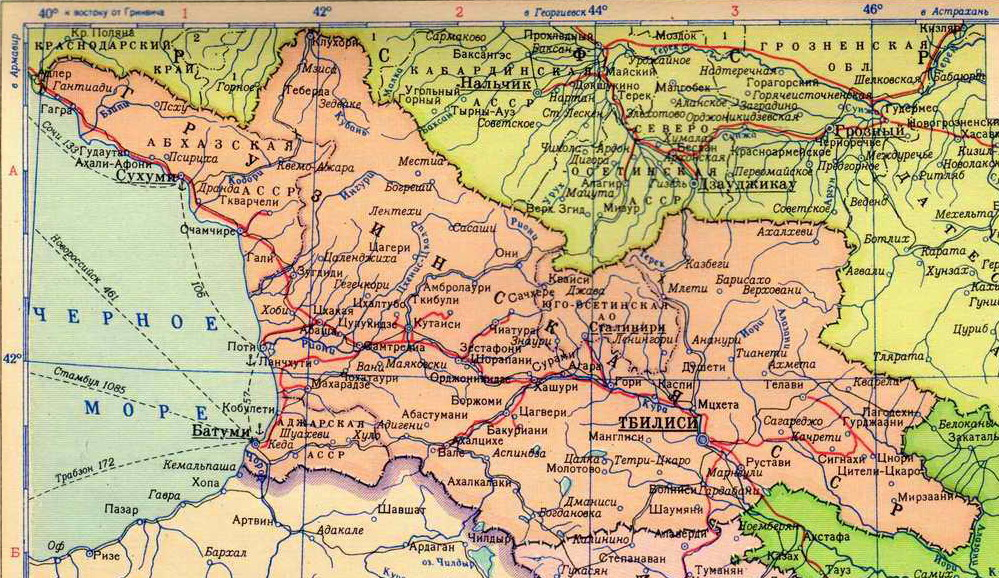
Géorgie (1944-1955).

La république socialiste soviétique de Géorgie est créée le 25 février 1921 après la victoire de l'armée rouge sur la république démocratique de Géorgie lors de la guerre soviéto-géorgienne. Quelques jours plus tard, le 2 mars, la première constitution de la Géorgie soviétique est acceptée.

### Transcaucasie
Du 12 mars 1922 au 5 décembre 1936, elle fait partie de la république socialiste fédérative soviétique de Transcaucasie avec la RSS d'Arménie et de la RSS d'Azerbaïdjan.
Le soulèvement d'août 1924 tenta de secouer la férule soviétique sans succès.
En 1927, le géorgien Joseph Staline (en russe L'homme d'acier) s'empara du pouvoir à Moscou et va diriger l'Union soviétique, y compris ses compatriotes Géorgiens qui n'échapperont pas aux purges staliniennes. La Géorgie est alors dirigée par Lavrenti Beria, avant qu'il ne dirige le NKVD et devienne le bras droit de Staline.
En 1936, la république socialiste fédérative soviétique de Transcaucasie est dissoute et la république socialiste soviétique de Géorgie devint alors l'une des républiques fédérées de l'URSS.

### Seconde Guerre mondiale
En 1941-1945, pendant la Seconde Guerre mondiale, sur 700 000 Géorgiens qui se battirent en tant que soldats de l'Armée rouge contre l'Allemagne nazie, environ 200 000 périrent.

### Après 1953
À la mort de Staline en 1953, le pouvoir central soviétique relâcha son emprise sur les républiques fédérées. Cette décentralisation permit au Parti communiste géorgien de contrôler réellement le pouvoir dans le pays.
Pendant cette période, le marché noir et la corruption se développèrent de manière importante. En tant que ministre de l’Intérieur du RSS de Géorgie (de 1968 à 1972), puis Premier secrétaire du Comité central du PC géorgien (de 1972 à 1985), Edouard Chevardnadze travailla pendant des années pour lutter contre cette corruption, avant d'être nommé ministre soviétique des Affaires étrangères.
L'opposition au régime soviétique se développa et à partir des années 1970, un sentiment nationaliste fort se développa en Géorgie. Lors de la tragédie du 9 avril 1989, une manifestation anti-soviétique fut violemment dispersée par l'armée, menant à la démission du gouvernement.

### Indépendance
Le 28 octobre 1990, les premières élections démocratiques eurent lieu, et le 15 novembre, la RSS de Géorgie reprend le nom de « république de Géorgie » et déclare son indépendance le 9 avril 1991 avec comme président l'ancien dissident Zviad Gamsakhourdia.
Au moment de la sécession, le RSS de Géorgie comportait :
- 2 républiques socialistes soviétiques autonomes :
  - RSSA d'Abkhazie
  - RSSA d'Adjarie
- 1 Oblast autonome :
  - Oblast autonome d'Ossétie du Sud

Images de la Géorgie soviétique
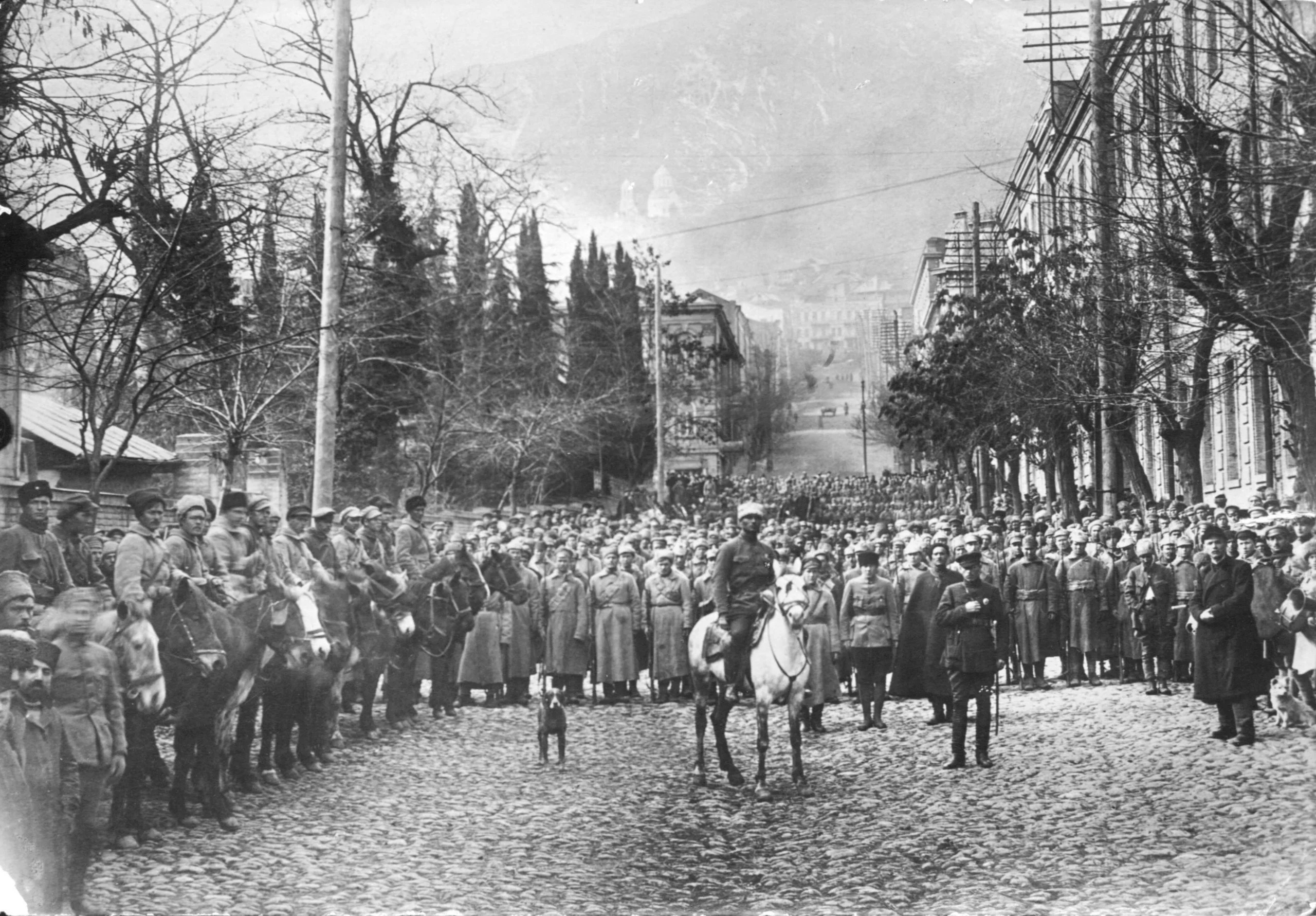
Entrée de l'Armée rouge à Tbilissi, 25 février 1921.
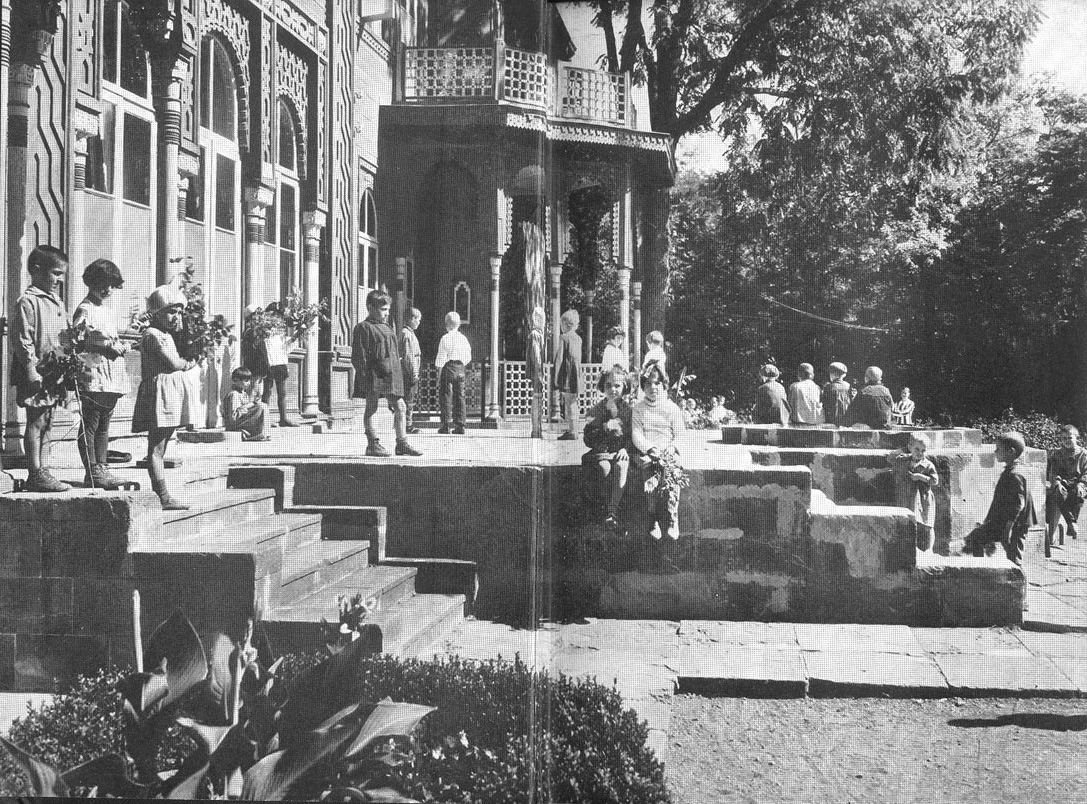
Pensionnat d'enfants en Géorgie, John Adams Kingsbury, 1933.
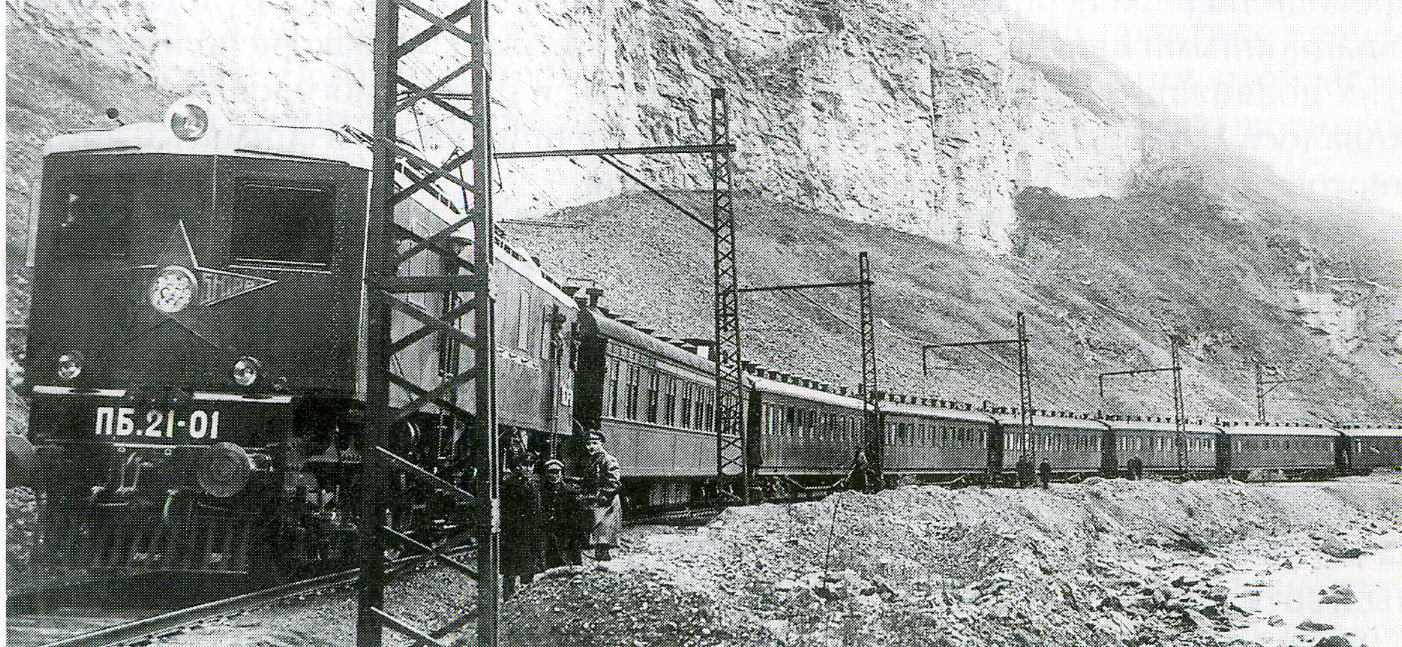
Premier essai d'une locomotive électrique PB 21-01 entre Khachouri et Gori, 1934.
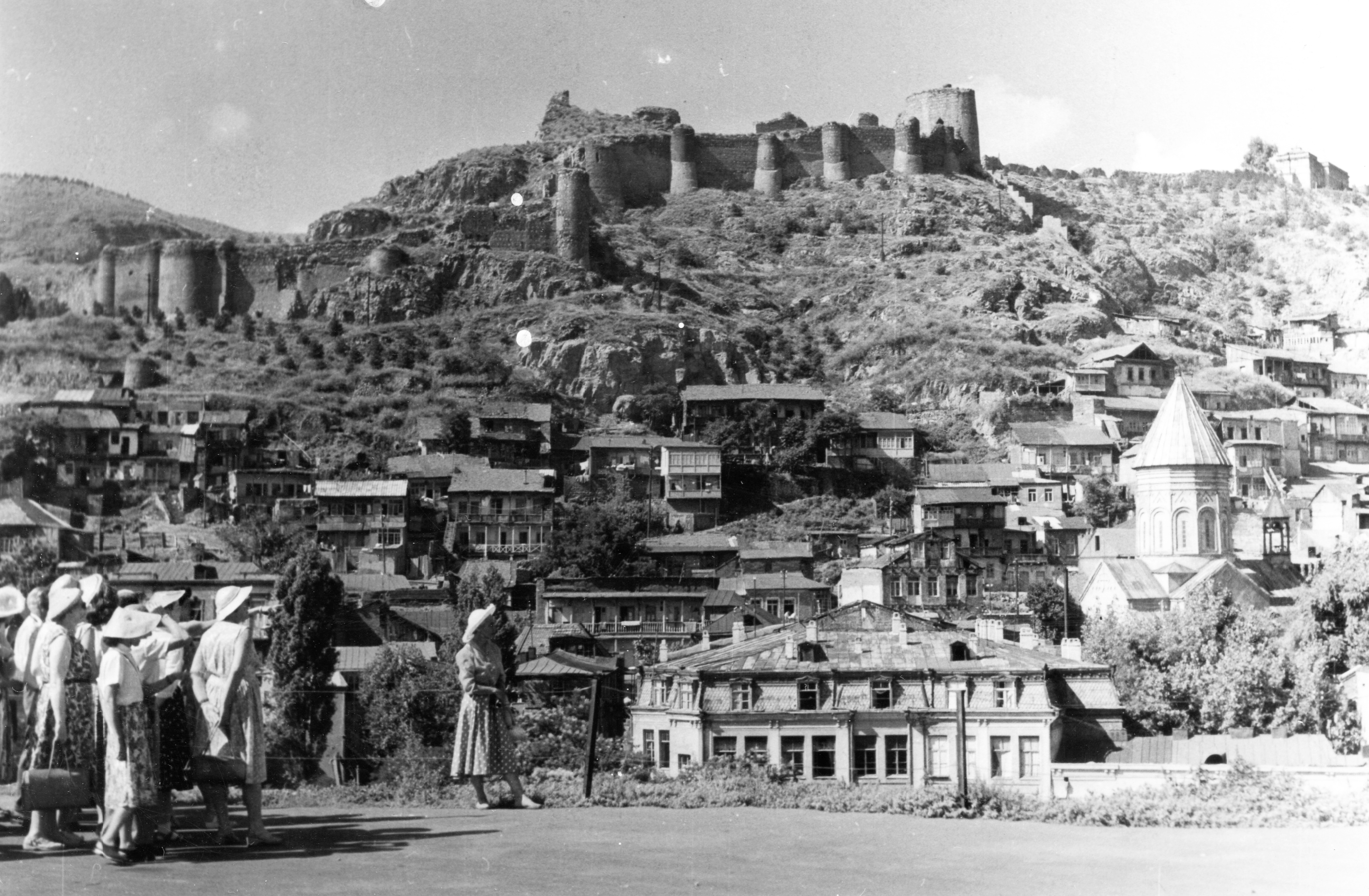
Excursionnistes à Tbilissi, collection Fortepan, 1960.